# Hoesch AG
Die Hoesch AG war ein bedeutendes Stahl- und Montanunternehmen mit Standorten im Ruhrgebiet und im Siegerland. Es wurde 1871 von Leopold Hoesch in Dortmund als Eisen- und Stahlwerk Hoesch AG gegründet und 1992 vom Krupp-Konzern (heute Thyssenkrupp) übernommen.
Einige der ehemaligen Gebäude und Anlagen sind als Industrieruinen erhalten.

## Geschichte
Die Familie Hoesch war lange vor der Gründung des Dortmunder Unternehmens mit verschiedenen metallverarbeitenden Betrieben in der Eifel ansässig und betrieb Werke in Monschau, Lendersdorf bei Düren (seit 1819) und Eschweiler (seit 1847).
1871 gründete Leopold Hoesch zusammen mit seinen Söhnen Wilhelm (1845–1923) und Albert Hoesch (1847–1898) sowie seinen Vettern Viktor (1824–1888) und Eberhard Hoesch (1827–1907) in Dortmund in der damaligen Provinz Westfalen ein neues Eisen- und Stahlwerk, die Westfalenhütte, um die Standortvorteile des aufstrebenden Ruhrgebiets (reiche Kohlevorkommen, Eisenbahn für den Erztransport) auszunutzen.

Das neue Unternehmen überstand die Gründerkrise und übernahm 1899 die Zeche Kaiserstuhl mit der zugehörigen Kokerei Kaiserstuhl. In der Weimarer Republik war die Hoesch AG eines der wenigen Montanindustrie-Unternehmen, die nicht an der Gründung der Vereinigten Stahlwerke teilnahmen. 1930 fusionierte Hoesch mit dem Köln-Neu-Essener Bergwerksverein.

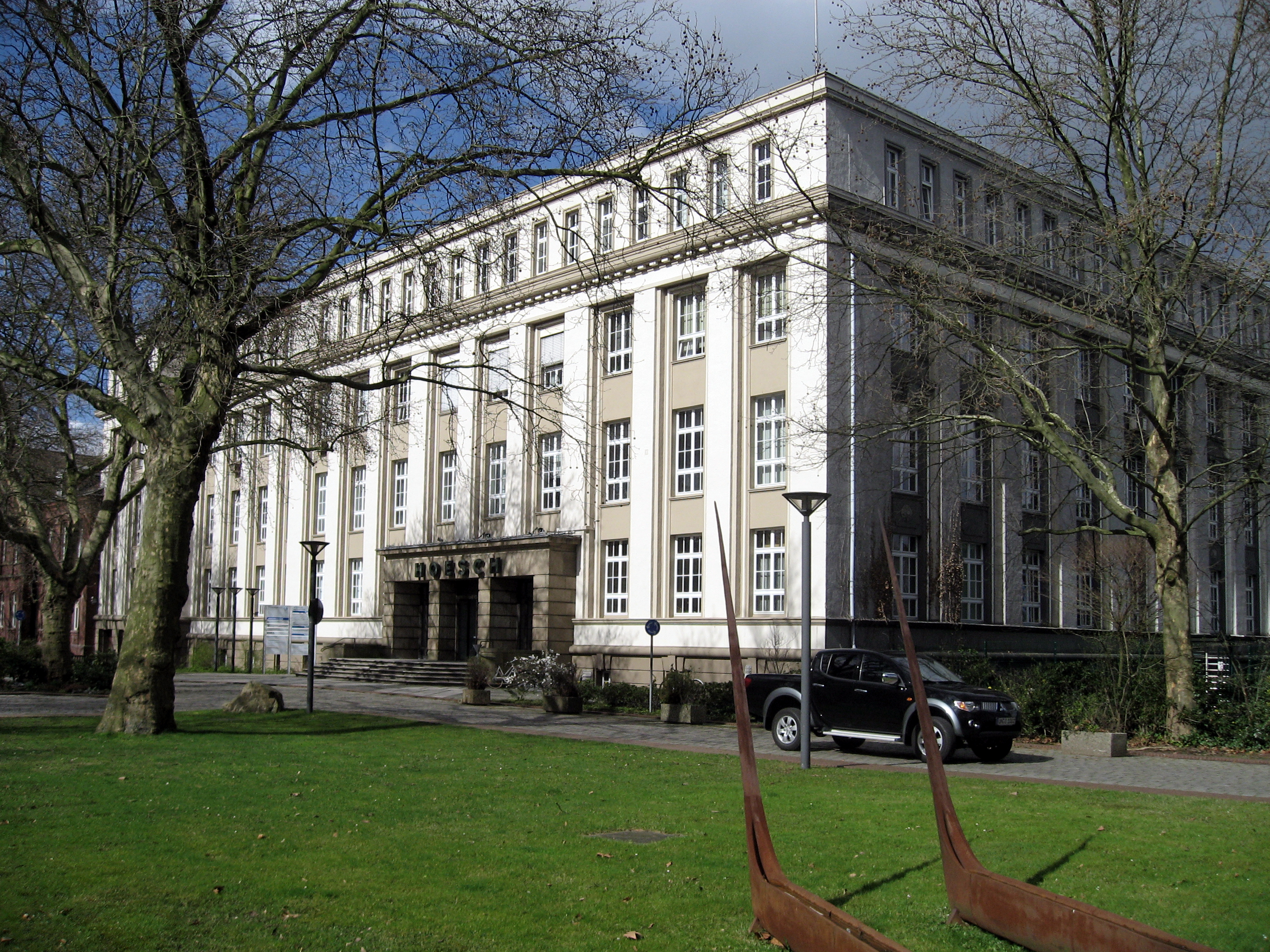
Die ehemalige Hoesch-Zentrale in Dortmund

Nach der Machtübernahme der Nationalsozialisten im Jahr 1933 diente Hoesch als Rüstungskonzern der Herstellung von Panzergehäusen der Typen Panther und Tiger II, von Panzermunition, Geschützrohren und Panzerblechen. Im Zweiten Weltkrieg griff das Unternehmen umfangreich auf Zwangsarbeiter zurück, im Dezember 1944 waren über ein Drittel der Arbeiter beim Hüttenwerk Hoesch Zwangsarbeiter.
Als Tochterunternehmen wurde 1936 die Hoesch-Benzin GmbH zur Herstellung synthetischer Treibstoffe im Fischer-Tropsch-Verfahren gegründet. Die Inbetriebnahme des Benzinwerks erfolgte 1939. Im Zuge der Luftangriffe auf das Ruhrgebiet wurden die Anlagen fast ganz zerstört — der übriggebliebene Rest sollte nach dem Zweiten Weltkrieg unter der Bezeichnung Dortmunder Paraffinwerke GmbH weiterproduzieren, fiel jedoch den Demontagebefehlen der Westalliierten zum Opfer.

1965 erwirtschaftete der Hoesch-Konzern einen Umsatz von 2,358 Milliarden DM und beschäftigte 48.600 Mitarbeiter. Zu dieser Zeit arbeitete ein Fünftel der in Lohn und Brot stehenden Dortmunder Bevölkerung bei „Karl Hoesch“. Dieser Begriff war unter Hoeschianern eine liebevoll gemeinte Respekterklärung und steht als pars pro toto besonders für alles, was mit dem Unternehmen Hoesch zu tun hat. 1966 übernahm Hoesch die Dortmund-Hörder Hüttenunion, wodurch u. a. die Phoenix-Werke zu Hoesch kamen. Am 2. September 1969 begann der Septemberstreik, ein erfolgreicher Wilder Streik.

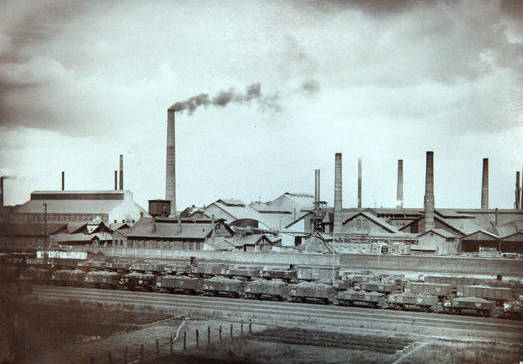
Ansicht der Westfalenhütte um 1896

Auf dem Höhepunkt der Stahlkrise fusionierte Hoesch 1972 auf Initiative von Fritz Harders mit den niederländischen Koninklijke Hoogovens zum Estel-Konzern. Die Zusammenarbeit wurde jedoch 1982 auf Betreiben des damaligen Hoesch-Vorstandsvorsitzenden Detlev Rohwedder wieder beendet, der davon überzeugt war, dass die Unternehmenskulturen nicht zusammenpassten und die niederländischen Stahlmanager die Interessen der Dortmunder Betriebsteile benachteiligten. Für die erfolgreiche Sanierung des Hoesch-Konzerns wurde Rohwedder 1983 als „Manager des Jahres“ ausgezeichnet. 1980 wurde die Siegener AG mit Sitz in Siegen-Geisweid mit mehreren Werken übernommen.

Sammelaktie über 1000 × 1000 RM der Hoesch AG vom Januar 1943

1992 wurde die Hoesch AG im Zuge einer feindlichen Übernahme vom damaligen Krupp-Konzern aufgekauft. Dieser war hochverschuldet und übernahm mittels einer sogenannten fremdfinanzierten Übernahme die wirtschaftlich gewinnbringende Hoesch AG. Damit war diese feindliche Übernahme zugleich die erste fremdfinanzierte Übernahme eines deutschen Aktienunternehmens in der bundesdeutschen Wirtschaftsgeschichte.

## Unternehmensbestandteile

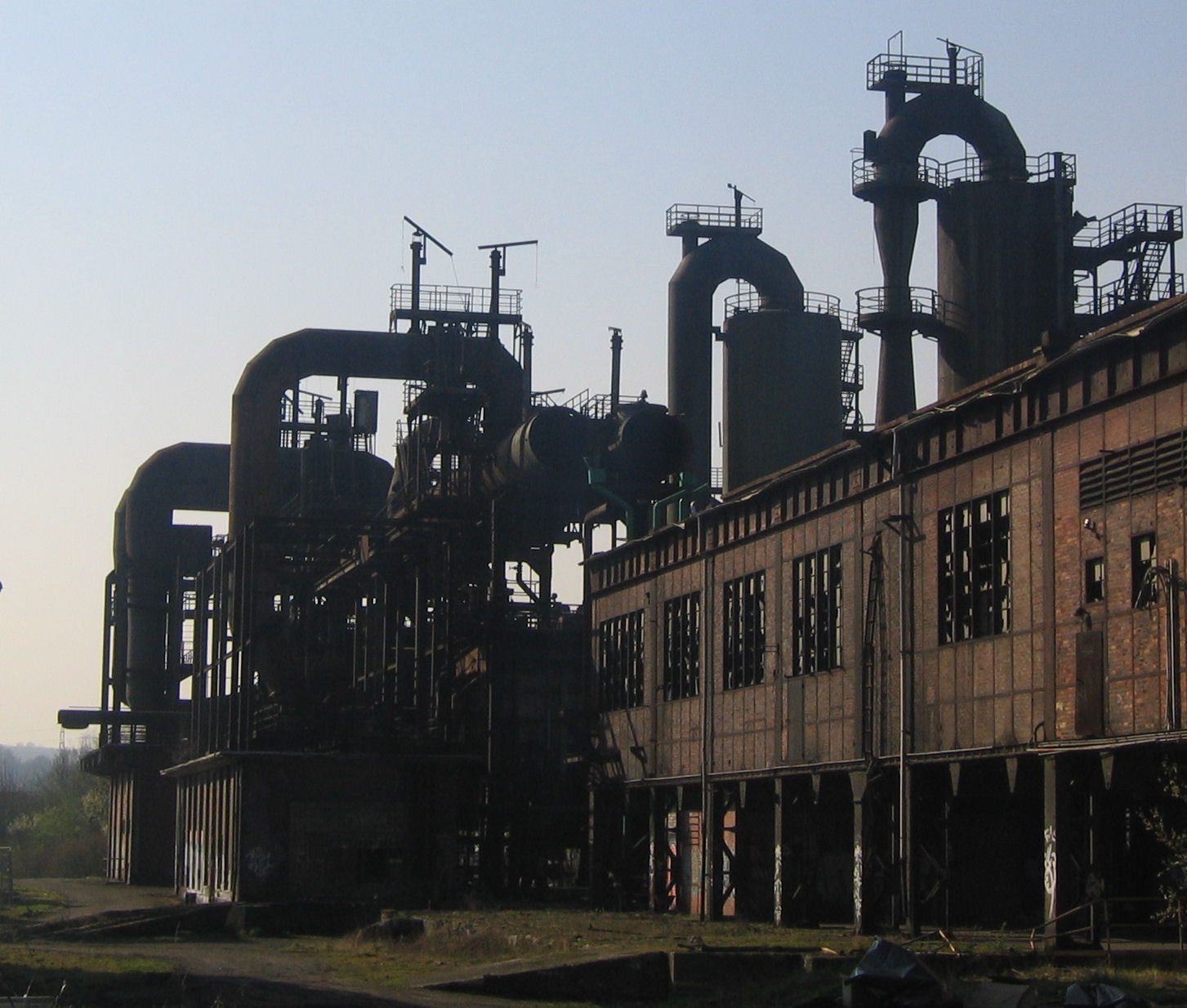
Industrieruine Phoenix-West des ehemaligen Hoesch-Konzerns

Zum Bereich „Stahl“ des Hoesch-Konzern gehörten u. a. die Hoesch Stahl AG mit der Westfalenhütte in Dortmund, und ab 1966 der Phoenix-Werke (ehem. Hörder Verein) in Hörde sowie der Union-Werke (später Hoesch Spundwand und Profil) im Westen der Dortmunder Stadtmitte. Die räumliche Verteilung bzw. Distanz zwischen den Hochöfen und dem Oxygenstahlwerk in Hörde und den Walzwerken auf der Westfalenhütte machte aufwendige Transporte erforderlich und war ein zentraler Kostenfaktor des Unternehmens.
Auch die Hüttenwerke Siegerland AG (später Hoesch Siegerlandwerke, ab 1984 zur Hoesch Stahl AG) mit Werken in Kreuztal-Ferndorf (1980 von der Siegener AG), Kreuztal-Eichen, Wissen und Attendorn gehörten zum Bereich „Stahl“. Andere Werke wie Hüsten, Niederschelden, Langenei (Meggen) und die Friedrichshütte in Herdorf und Wehbach (bei Kirchen (Sieg)) wurden bereits in den 1960er Jahren aufgegeben oder verkauft.
Mehrere Unternehmen der Stahlweiterverarbeitung gehörten ebenfalls zum Hoesch-Konzern, wie die Hoesch Walzwerke Hohenlimburg AG (HHO), Schwerter Profileisenwalzwerk AG, Trierer Walzwerke AG (Trier, Wuppertal-Langerfeld), Hoesch AG Röhrenwerke in Hamm, die Hoesch AG Werk Federstahl in Kassel und Hohenlimburg und weitere.
Die Hoesch AG Bergbau umfasste die Schachtanlagen Kaiserstuhl, Radbod, Emil-Emscher, Fritz-Heinrich und Fürst Leopold-Baldur sowie die Kokereien Kaiserstuhl und Emil. Diese kamen 1968 zur Ruhrkohle AG.
Mehrere Unternehmen im Bereich Handel und Dienstleistungen, wie die Softwarefirma mbp, die Fa. Hoesch Handel und der Versicherungsmakler Industriewerte Versicherungskontor sowie eine Vielzahl bedeutender Maschinen- und Anlagenbau-Unternehmen, wie die Pohlig-Heckel-Bleichert Vereinigte Maschinenfabriken (PHB) in Köln, die Weserhütte in Bad Oeynhausen, die Orenstein & Koppel (O&K) (75,1 %), die Hoesch Maschinenfabrik Deutschland (Hoesch MFD), die Hoesch Rothe Erde-Schmiedag (HRS) und andere gehörten ebenfalls zur Hoesch AG.

## Vorstandsvorsitzende
- Friedrich Springorum (1898–1919)

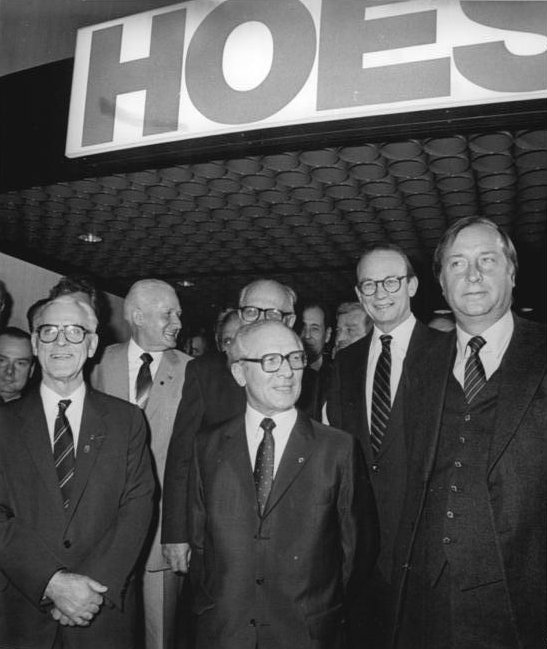
Erich Honecker und weitere Mitglieder der Partei- und Staatsführung der DDR mit dem Vorstandsvorsitzenden der Hoesch-AG Detlev Rohwedder (r) sowie Hans Otto Bräutigam (2.v.r.), Leiter der Ständigen Vertretung der Bundesrepublik Deutschland in der DDR, 1985

- Fritz Springorum (1924–1930 und 1932–1937)
- Fritz Winkhaus (1930–1932)
- Erich Tgahrt (1937–1945)
- Friedrich Wilhelm Engel (1946–1955?)
- Willy Ochel (1960–1968)
- Friedrich Harders (1968–1973)
- Josef Fischer (1973–1976)
- Heinz Solbach (1976–1979)
- Detlev Rohwedder (1980–1990)
- Karl-Josef Neukirchen (1991–1992)
- Gerhard Neipp (1992)

## Heutige Situation

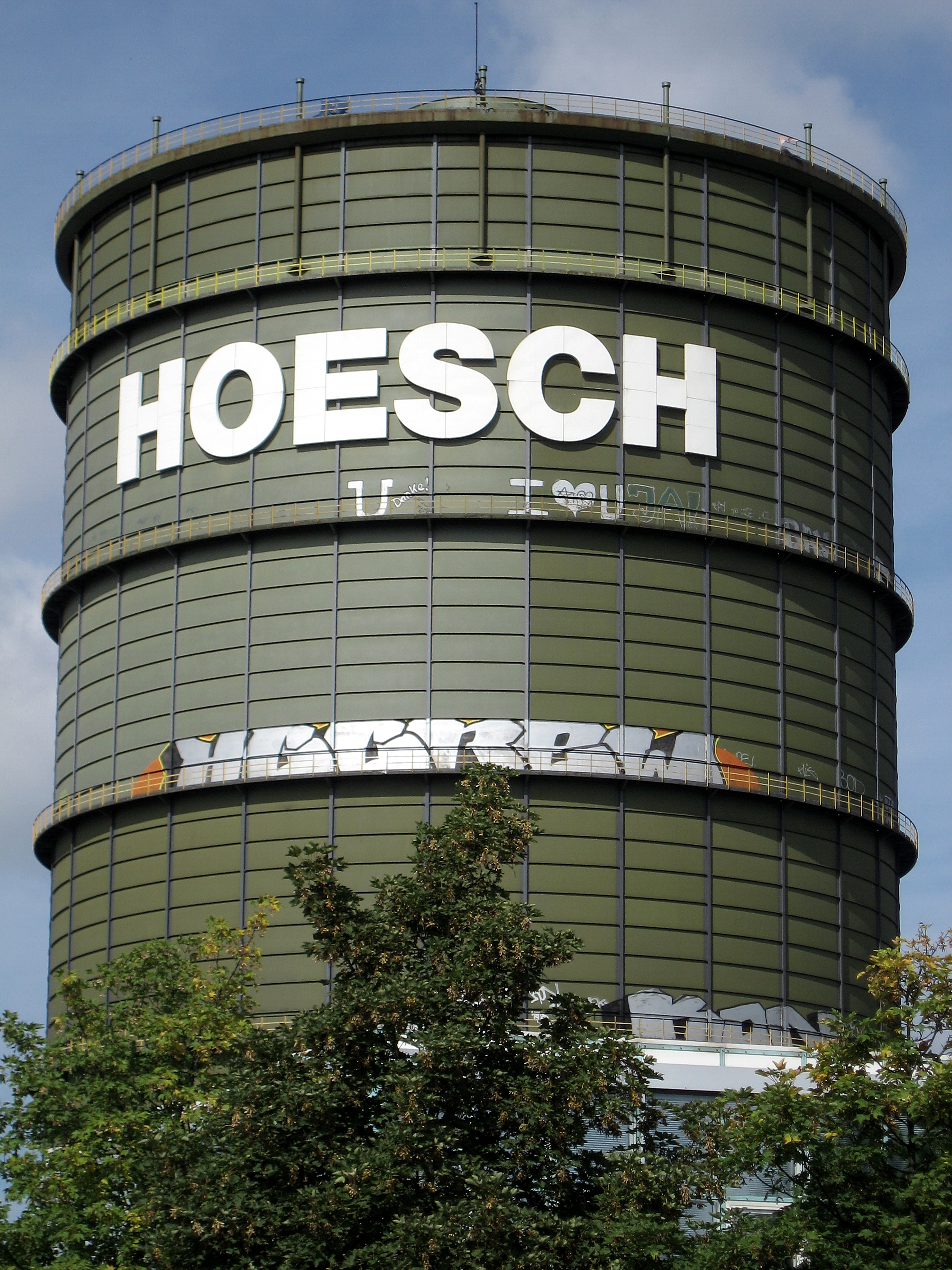
Gasometer auf Phönix-West mit Hoesch-Schriftzug

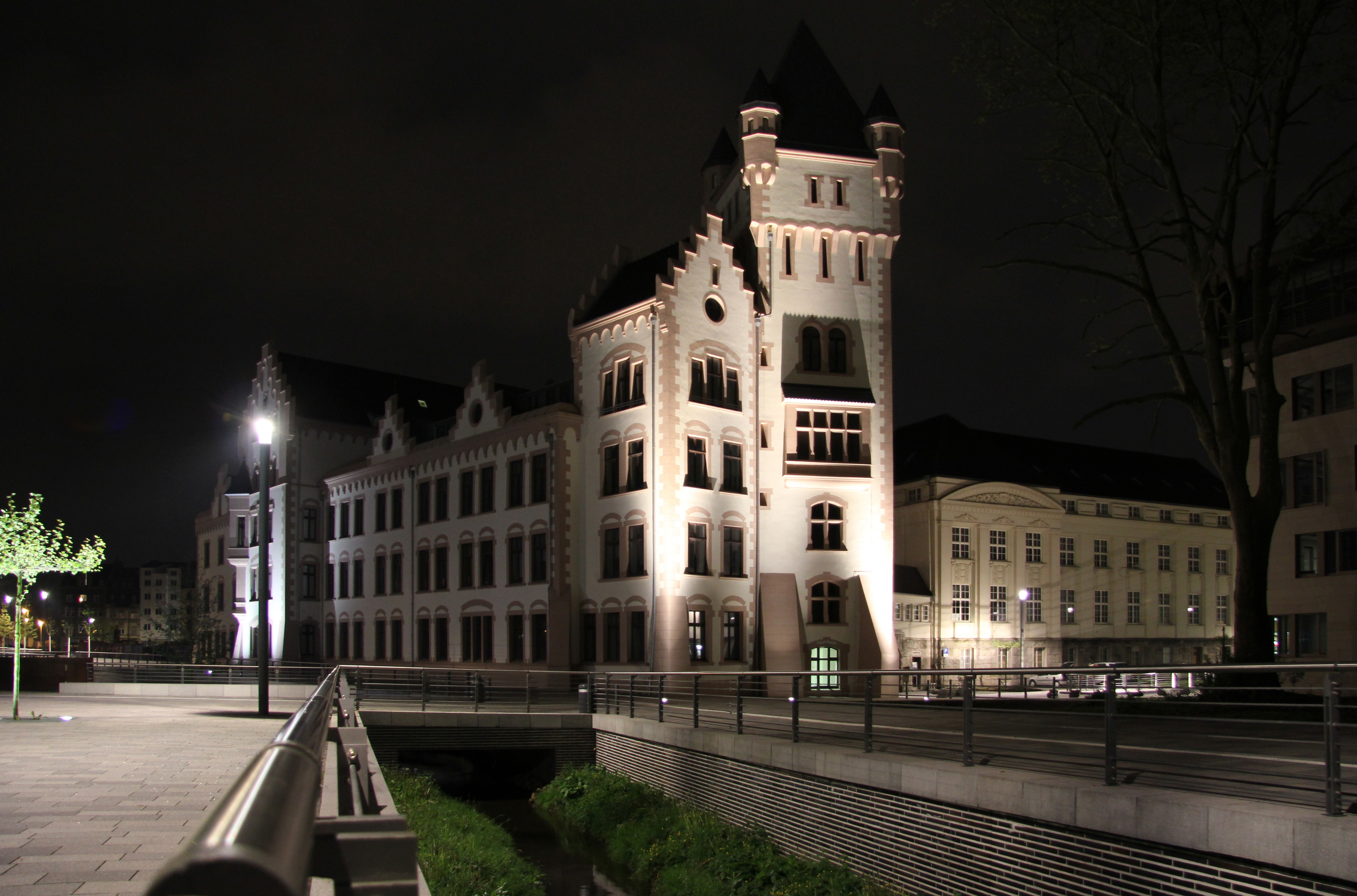
Hörder Burg nach der Sanierung 2011

Nach der feindlichen Übernahme durch Krupp und dessen späterer Fusion mit Thyssen gehören die früheren Hoesch-Konzernunternehmen heute größtenteils zu thyssenkrupp.
Einige Betriebsteile des thyssenkrupp-Konzerns trugen noch den Namen Hoesch, die jedoch für den gemeinsamen Markenauftritt inzwischen aufgegeben wurden:
- Hoesch Rothe Erde
- Hoesch Bausysteme (2019 geschlossen)
- Hoesch Contecna (2005 an Franzen Holding GmbH & Co. KG, Kottenheim, 2019 insolvent)
- Hoesch Hohenlimburg
- Hoesch Spundwand und Profil (2000 an Salzgitter verkauft, 2015 geschlossen)
- Hoesch Schwerter Profile (nach Insolvenz 2019 inzwischen drei verschiedene Gesellschaften am Standort)

Die Flüssigphase in Dortmund, die Herstellung von Roheisen und Stahl, wurde 2001 eingestellt. Ausschlaggebend war hierfür die günstige Lage der Duisburger Standorte am Rhein, die günstiger mit Rohstoffen versorgt werden konnten und wo der energieintensive Transport des Roheisens/-stahls nicht gegeben war. Heute sind auf dem Gelände der Westfalenhütte noch knapp 1.400 Menschen beschäftigt. Aus den Duisburger Hüttenwerken stammendes Warmband wird hier kaltgewalzt, geglüht und elektrolytisch verzinkt oder feuerverzinkt. Die Produkte gehen hauptsächlich in die Autoindustrie. Die modernste Feuerverzinkungsanlage des thyssenkrupp-Konzerns wird in Dortmund betrieben, 2022 wurde eine weitere Feuerverzinkungsanlage in Betrieb genommen. Weiterhin befindet sich auf dem Gelände das Dortmunder OberflächenCentrum, eines der weltweit führenden Forschungs- und Entwicklungszentren für die Oberflächenveredelung von Flachstahl. Nähert man sich der Stadt Dortmund aus südlicher Richtung, so fällt sofort der Hoesch-Gasometer auf dem Betriebsgelände Phoenix-West mit dem denkmalgeschützten Schriftzug Hoesch ins Auge. Der Gasometer ist eines der wenigen Bauwerke, die noch auf dem Hoeschgelände verblieben sind.

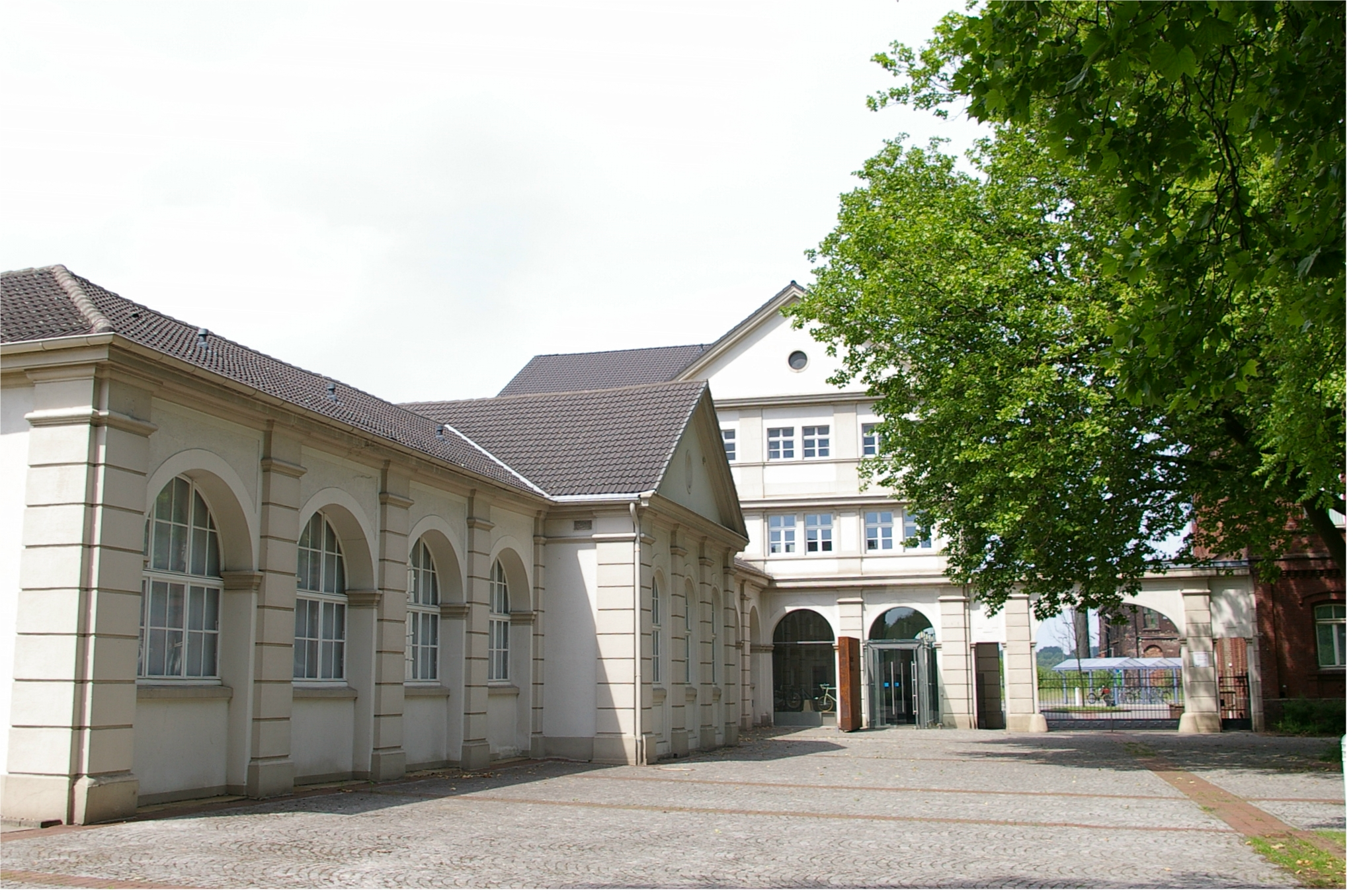
Hoesch-Museum, Dortmund

Seit der Schließung der Stahlproduktion auf Phoenix-Ost wurden große Teile der Fertigungsanlagen durch das chinesische Unternehmen Jiangsu Shagang demontiert und nach China verbracht, um dort wieder aufgebaut zu werden. Ebenfalls wurde auf dem Gelände der Westfalenhütte die modernste Kokerei der Welt, die Kokerei Kaiserstuhl, demontiert und in China wieder in Betrieb genommen. Auf dem Gelände Phoenix-Ost wurde ein Wohn- und Naherholungsgebiet mit dem zentralen Phoenix-See errichtet.
Nach über 150 Jahren verschwand zum 1. Oktober 2012 der Name der Betriebskrankenkasse Hoesch durch die Fusion mit der BKK vor Ort.

Die ehemalige betriebseigene Wohnungsgesellschaft Hoesch-Wohnungsgesellschaft firmierte zwischenzeitlich unter der Bezeichnung Wohnbau Westfalen und besaß einen großen Bestand ehemaliger Werkswohnungen im Ruhrgebiet und im Siegerland. Im Herbst 2007 ging die Wohnbau Westfalen im Unternehmensverbund der Evonik auf. 2011 beschloss die Gesellschafterversammlung der Evonik Immobilien GmbH die Umfirmierung zur Vivawest.

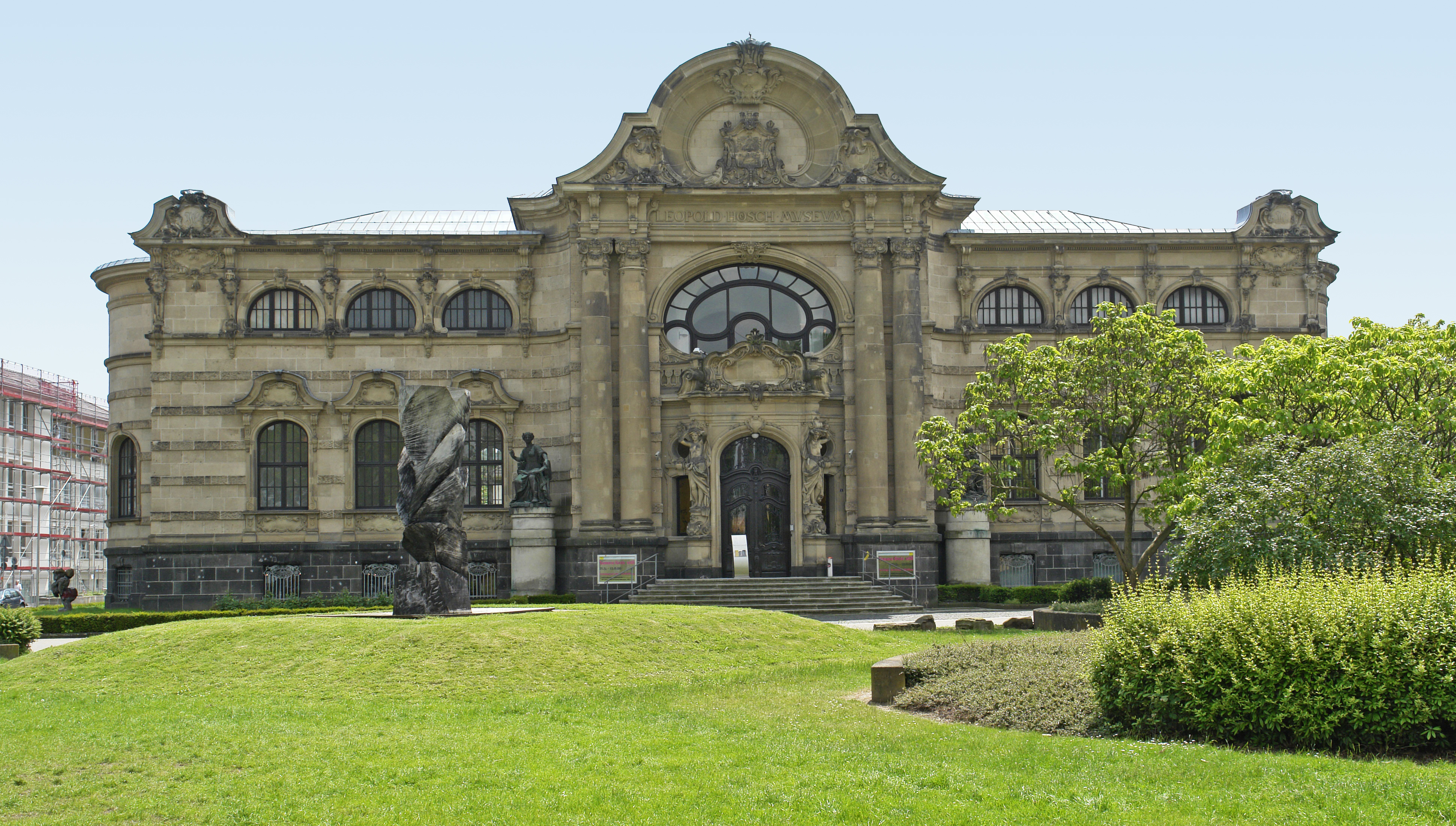
Leopold-Hoesch-Museum, Düren

An die Firmengeschichte des Hoesch-Konzerns in Dortmund erinnert das Hoesch-Museum im historischen Portierhaus der Westfalenhütte. Das Museum wurde am 23. Oktober 2005 eröffnet. In Düren erinnert das durch die Dürener Industriellenfamilie Hoesch gestiftete Kunstmuseum Leopold-Hoesch-Museum an den einstigen Gründer der Hoesch AG.